# Ante Milinović
Ante Milinović (Bosanski Novi, 27. listopada 1937. – Zagreb, 12. srpnja 2022.) bio je bh. hrvatski kulturni povjesničar, pjesnik, pripovjedač i esejist.
U rodnom Bosanskom Novom završio je pučku školu i gimnaziju. Studirao je arhitekturu i povijest umjetnosti. Diplomirao je književnost 1962. na Filološkom fakultetu u Beogradu, a magistrirao 1984. muzeologiju na Centru za interdisciplinarni studij Sveučilišta u Zagrebu. 
Radio je kao profesor i ravnatelj Gimnazije u Bosanskom Novom do 1979. godine, a zatim se posvetio kulturno-povijesnim istraživanjima i ustroju zavičajnog muzeja. Početkom velikosrpske agresije na Hrvatsku 1991. prognan je iz rodnog kraja 1991. godine i o onda živi u Zagrebu, gdje djeluje kao voditelj Hrvatskog bankovnog muzeja, javni i znanstveni radnik. Napisao je brojne povijesne znanstvene tekstove, studije i eseje o Bosanskom Novom, franjevcima, Sani, Pounju, Povrbasju, monografiju s povijesnim tekstovima o tvornici Sana. Napisao je seriju knjiga o povijesti Bosanskog Novog.

## Djela
Kristali (pjesme, 1967.), Monografija o Sani (studija, 1983.), Zamagljena obzorja duše (esej, 1994.), Naš zemljak sveti Jeronim (studija, 1997.), Slava i patnja Vitezovićevog domoljublja (esej, 1998.), Kulturna baština franjevaca u srednjovjekovnom Pounju i Povrbasju (studija, 1999.).